# Gallia Narbonensis
Gallia Narbonensis, česky Galie Narbonská, byla římská provincie ležící na území dnešní Provence a Languedocu v jižní Francii. Původně byla známa jako Gallia Transalpina (Zaalpská Galie). Římané toto teritorium nazývali Provincia Nostra („naše provincie“) nebo jednoduše Provincia („provincie“). Z tohoto označení je odvozen moderní název části tohoto francouzského kraje – Provence.
Provincie se rozprostírala na území podél Středozemního moře mezi Alpami (latinsky Alpes Montes) a Pyrenejemi (Pyrenaei Montes), táhnoucí se na severozápad k hornímu toku řeky Garonny (Garunna) k pohoří Cévenny (Cebena Montes) a na sever údolím řeky Rhôny (Rhodanus) až k Ženevskému jezeru (Lacus Lemanus).
Narbonensis sousedila přímo s Itálií. Kontrola této provincie tudíž Římanům poskytovala řadu výhod. Zajišťovala jim pozemní spojení s Iberským poloostrovem a vytvářela nárazník proti útokům galských kmenů z dosud svobodné Galie. Dále Římanům umožňovala ovládat lukrativní obchodní stezky v údolí řeky Rhôny, kudy proudilo zboží a suroviny z Galie do Massilie (dnešní Marseille), obchodního střediska na pobřeží Středozemního moře.

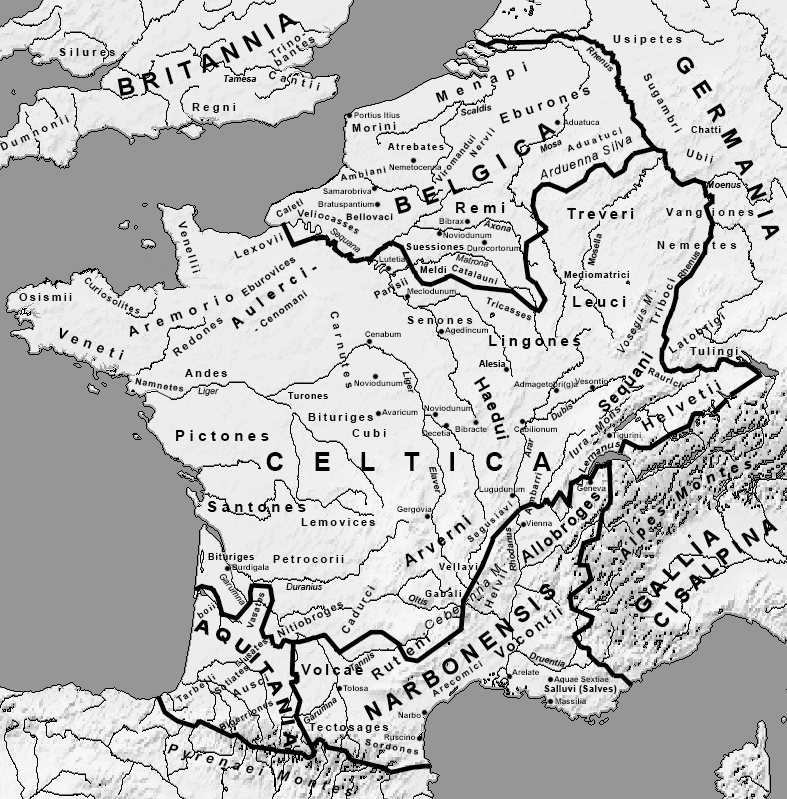
Galie kolem roku 1.

V roce 125 př. n. l. byl konzul Marcus Fulvius Flaccus senátem pověřen chránit římského spojence, Massilii, před útoky sousedních galských kmenů. Flaccus využil tohoto příkazu k tomu, aby dobyl velké části jižní Galie a v roce 123 př. n. l. se triumfálně vrátil do Říma.
O dva roky později byla zřízena provincie Zaalpská Galie (Gallia Transalpina) v protikladu k Předalpské Galii (Gallia Cisalpina, dnešní severní Itálie). Později byla přejmenována na Galii Narbonskou.
V době Caesarových výbojů na severu (galské války v letech 58 až 50 př. n. l.) byla Narbonensis již více než půlstoletí vystavena působení romanizace. Zdejší galské kmeny se prakticky rozplynuly v rámci římské správní organizace. V zemi bylo založeno mnoho římských kolonií, které ještě urychlily proces přijímání římské civilizace. Kdysi barbarské území přijalo italské způsoby zcela za své, takže v roce 70 n. l. mohl Plinius starší napsat, že Narbonensis se podobá spíše Itálii než provincii („Italia verius quam provincia“).
Hlavním městem bylo zpočátku Aquae Sextiae (v současnosti Aix-en-Provence), později se jím stala v roce 118 př. n. l. založená kolonie Narbo Martius (Narbonne).
V době vlády Diocletiana byla provincie zmenšena o svoji severní část, která obdržela název Viennensis. V důsledku dalších správních reforem byla brzy poté rozdělena na dvě části (Narbonensis Prima – území západně od Rhôny, resp. Narbonensis Secunda – východně od Rhôny). Společně s provinciemi Aquitania Prima, Aquitania Secunda, Novempopulana a Alpes Maritimae vytvářela diecézi, jež získala název Septem Provinciarum („sedm provincií“). Mezi nejdůležitější města Galie Narbonské náležela kromě výše uvedených také Arelate (Arles), Nemausus (Nîmes), Tolosa (Toulouse) a Vienna (Vienne).